# Hannoverisches Magazin
Hannoverisches Magazin (abreviado Hannover. Mag.) fue una revista con ilustraciones y descripciones botánicas que fue editada en Hannover, publicándose 28 números en dos series desde 1764 hasta 1791 y de 1815 hasta 1850, con el nombre de Hannoverisches Magazin worin kleine Abhandlungen, ...gesamlet (Gesammelt) und aufbewahret sind. Desde 1791 hasta 1813 recibió el nombre de Neues Hannover. Mag..